# Матео Бенуси Цио
Матео Бенуси Цио (итал. Matteo Benussi; Ровињ, 23. октобар 1906 — Београд, 16. јун 1951), учесник Народноослободилачке борбе и народни херој Југославије.

## Биографија
Рођен је 23. октобра 1906. године у Ровињу. Већ као четрнаестогодишњак учествовао је у демонстрацијама које је против фашизма организовала Социјалистичка партија Италије. Запослио се као радник у Тржичу (ита. Monfalcone), али је 1924. године отпуштен. Тада се вратио и запослио у Ровињу. 1. маја 1935. и 1937. године истакао је црвену заставу на звонику цркве, а затим на оџаку млина Кало у Ровињу.
У пролеће 1943. године фашисти су га одвели у логор у Италију. После капитуалције Италије, немачким трупама су пали у руке фашистички логори. Заточенике из тих логора отпремили су у концентрационе логоре у Немачку. С једним транспортом логораша у Немачку је требало да оде и Матео Бенуси. Међутим, он је искочио из воза и вратио се у Ровињ.
Укључио се у Народноослободилачки покрет, након чега је формирао и предводио групу диверзаната. Група је своју прву диверзију извела на железничкој прузи у близини Пуле, у новембру 1943. године. Од експлозије мине уништена је локомотива и пет вагона. Неколико дана касније, његова диверзантска група дигнула је у ваздух воз на прузи Ровињ-Канфанар и срушила мост на путу код Лимског канала. Након ових акција, Цио и његови минери постали су познати по целој Ровињштини. Матео Бенуси добива у народу назив „Истарски Илија Громовник“.
Почетком 1944. године, Циова диверзантска група нашла се у саставу Треће истарске партизанске чете (ровињске). Заједно с овом четом, група је извела низ акција. Тако су ровињски минери заједно с борцима Треће чете напали непријатељску колону на путу Ровињ-Бале, уништивши том приликом камион и аутобус, те покидали телефонске водове на потезу Бале-Дињан-Светвинченат. Сам Матео је, уз осигурање које му је пружила Трећа чета, ушао у Бале и кроз прозор убацио мину у фашистичку касарну.
Када су нацисти у Ровињу покушали да обнове фашистичку организацију и за то придобили петнаестак старих фашиста, руководство НОП-а одлучило је да организацију разбије у самом зачетку. Оргнизован је препад у којем је учествовао и Матео Бенуси. Група бораца је 5. јануара 1944. године у 19,30 часова ушла у Ровињ. И док су људи шетали улицама, група је ушла у зграду у којој су били окупљени фашисти. Потхват је био тим тежи, јер је свега сто метара даље била немачка касарна. Цио и још један друг успели су се уз степенице, изненада упали у собу и отворили ватру на фашисте. Пошто се његов аустомат заглавио, Цио је упалио фитиљ мине направљене од рибље конзерве, а затим ју убацио у просторију. Био је то крај обновљене фашистичке организације у Ровињу.
Цио и његови минери још су једном, у априлу 1944. године, упали у окупирани Ровињ. Тада су заробили два финанса и мином уништили један бродић у градњи. После рата, живео је у Ровињу.
Исцрпљен ратним напорима, Матео Бенуси Цио умро је 16. јуна 1951. године у болници у Београду.
Указом председника Федеративне Народне Републике Југославије Јосипа Броза Тита, 27. новембра 1953. године, проглашен је за народног хероја.